# Roc d'Enfer
Le roc d'Enfer, ou roc de l'Enfer, est une montagne des Alpes située dans le département français de la Haute-Savoie. Le sommet culmine à 2 244 mètres d'altitude ce qui en fait l'un des plus hauts sommets du massif du Chablais.

## Toponymie
La montagne est initialement dénommée montagne Maudite ou mont Maudit, du latin Mons Maledictum,,. Sur une carte de 1580, il est nommé La Mont-Maudite,, qui était aussi utilisé pour désigner le mont Blanc.
Le roc d'Enfer, ou roc de l'Enfer (latin inferus, « d'en bas »), est ensuite le nom donné par les habitants de Saint-Jean-d'Aulps à la montagne, tandis que du côté de Bellevaux et du hameau de Vallon, elle est désignée sous le vocable Pointe d’Oïl (ou Pointe d'Oël) ou Penta d’Oël ou La Penta-d'Oé qui signifie en patois savoyard « pointe de l'aigle »,,,. C'est la forme de Saint-Jean-d'Aulps qui s'est finalement imposée.
Son ancien nom tout comme son appellation actuelle fait par ailleurs référence à des endroits difficiles d'accès et dangereux. De plus le sommet attire régulièrement les orages renforçant son image.

## Géographie

### Situation, topographie

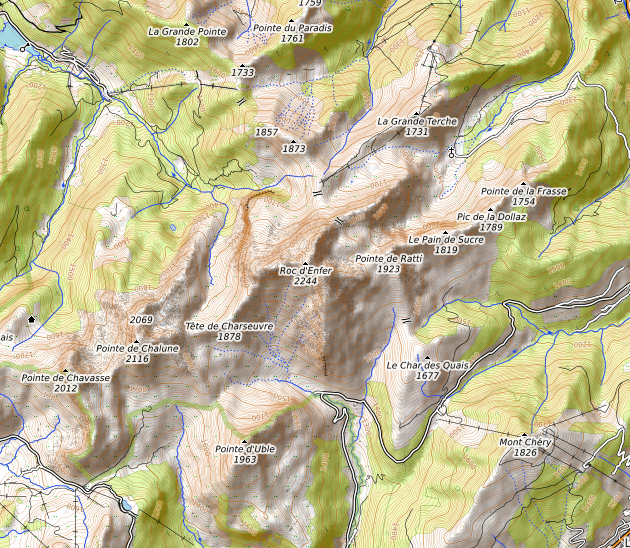
Carte topographique du roc d'Enfer.

Le roc d'Enfer est situé dans le Sud-Est de la France, dans la région Auvergne-Rhône-Alpes et le département de la Haute-Savoie, sur les territoires communaux de Saint-Jean-d'Aulps au nord et de La Côte-d'Arbroz au sud et à l'est. Il se trouve à 35 kilomètres à l'est de Genève et à 23 kilomètres au sud-sud-est des rives les plus proches du Léman. Il s'élève à 2 244 mètres d'altitude. Il possède une antécime, la pointe de Haute-Béné (2 215 m), sur sa crête occidentale, dont l'épaulement s'étend sur la commune de Bellevaux. Le versant nord-ouest alimente le Brevon, affluent de la Dranse qui se jette dans le Léman ; le versant ouest alimente le ruisseau des Favets, affluent de la Dranse de Morzine et sois-affluent de la Dranse. Le versant sud alimente le Foron, affluent du Giffre et sous-affluent de l'Arve, qui se jette dans le Rhône juste en aval du Léman. Le sommet fait partie du massif du Chablais dans les Alpes.

### Géologie
Le roc d'Enfer appartient à la nappe de la Brèche dont il constitue le repli frontal constitué par l'anticlinal du roc d'Enfer,,. Les flancs sud-ouest et nord-est ont érodé le pli qui expose les formations des schistes ardoisiers et de la brèche supérieure. C'est dans les replis de la formation de la brèche supérieure que sont taillées les crêtes du roc d'Enfer.
La base de la nappe est visible dans le vallon de Foron le long du flanc sud-ouest. Vers l'est, l'axe anticlinal s'ouvre sur les séries inférieures : la combe de Graydon constitue une combe où affleure la formation des schistes ardoisiers puis cède la place à une fenêtre tectonique dans la vallée de la Dranse d'Abondance où affleure le sommet de la nappe des Préalpes médianes. Vers le sud-ouest, les couches appartenant à la nappe des Préalpes médianes et formant le cœur de l'anticlinal affleurent et constituent les reliefs environnants de Sommand. Ces couches se poursuivent vers le nord au moyen du synclinal des Raies des Follys formant la dépression où est situé le lac de Pététoz et disparaît au col des Follys sous la nappe supérieure des Préalpes. Enfin, vers le sud-est, en direction des Gets, la nappe de la Brèche est recouverte par la nappe supérieure des Préalpes dans le synclinal des Gets.

### Faune
Le roc d'Enfer abrite des aigles royaux, des chamois et des mouflons.

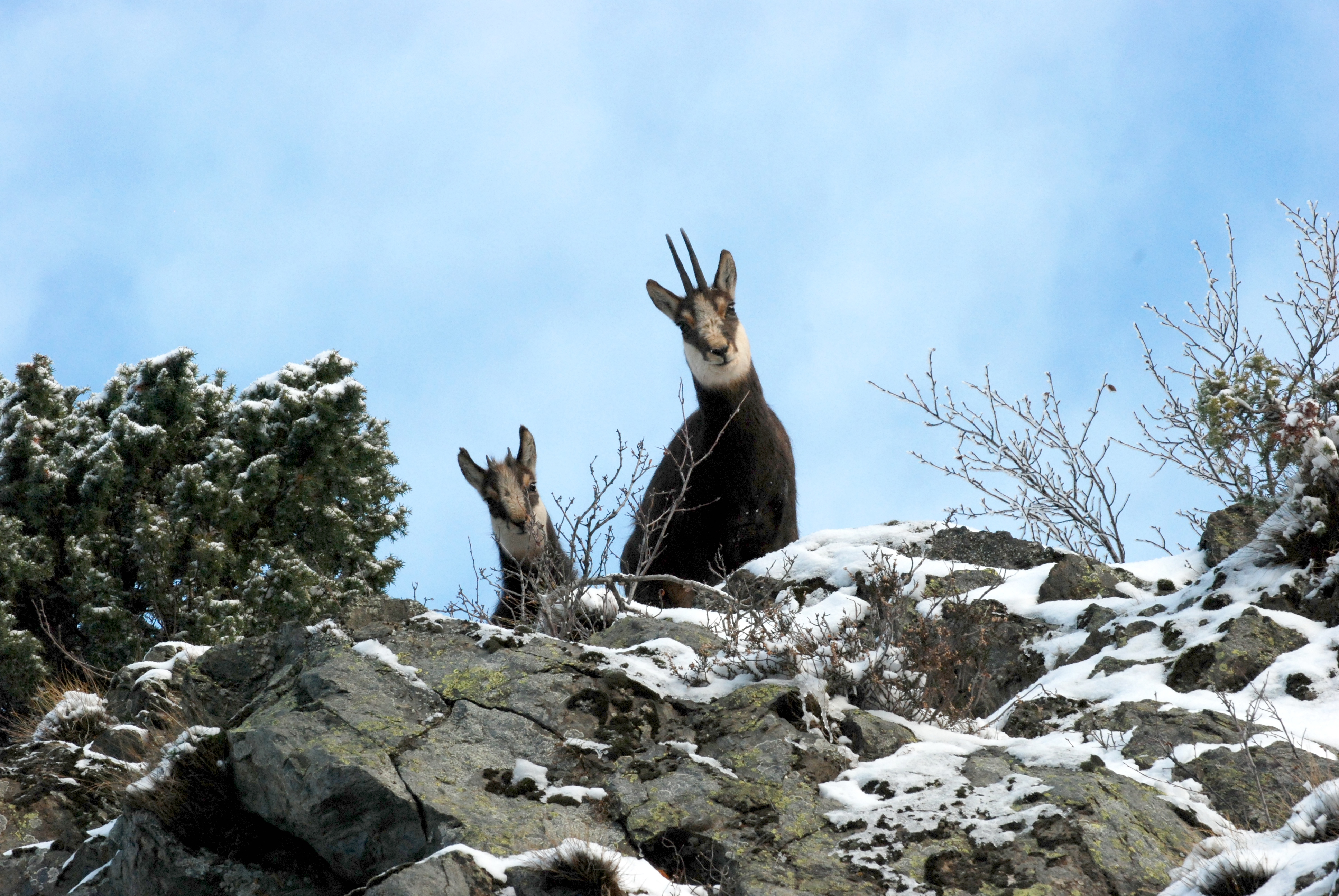
Chamois
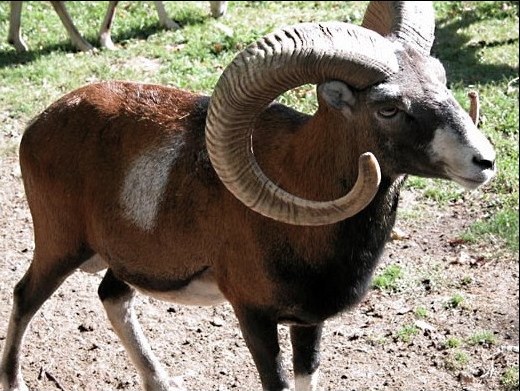
Mouflon
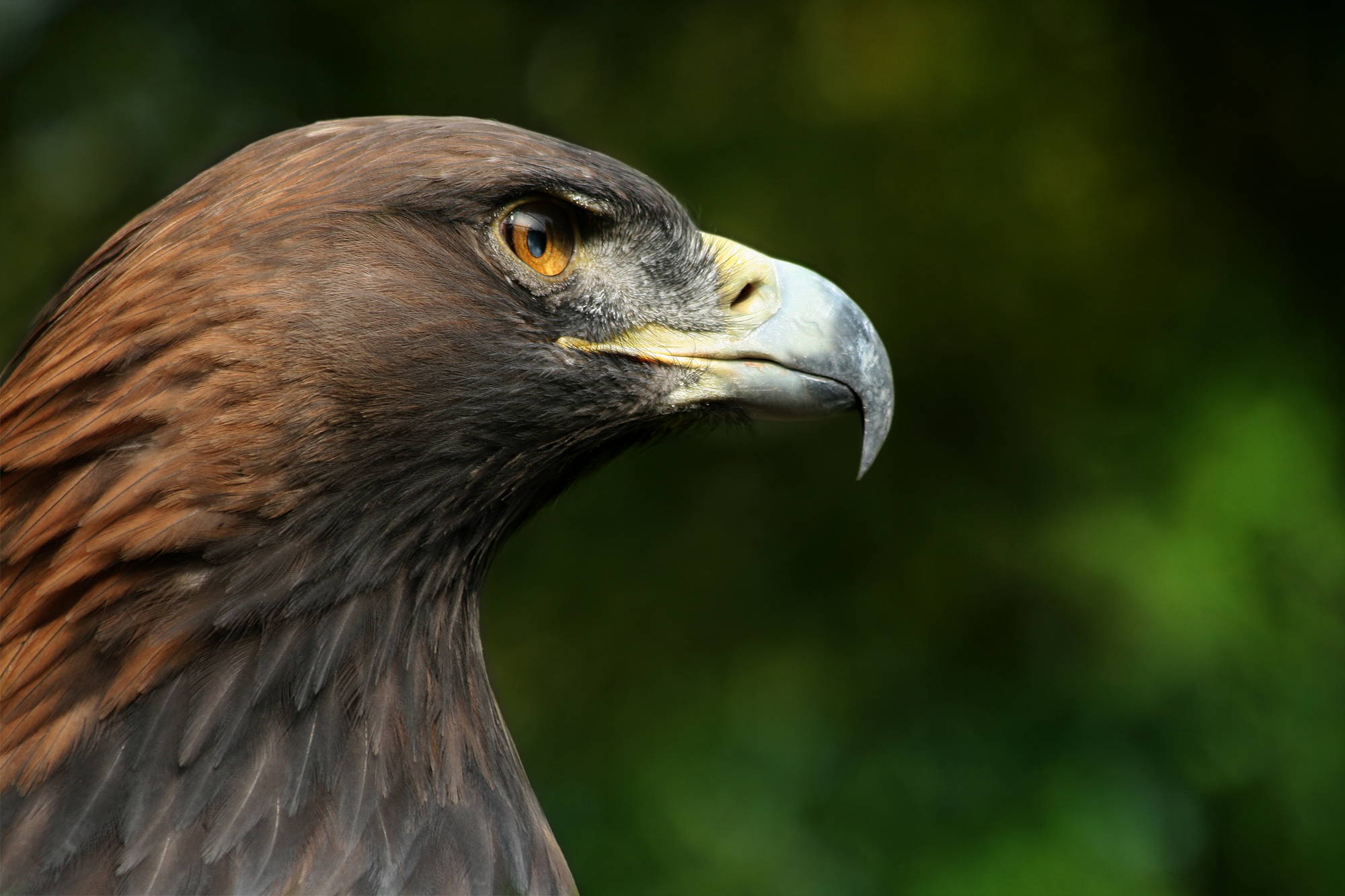
Aigle royal
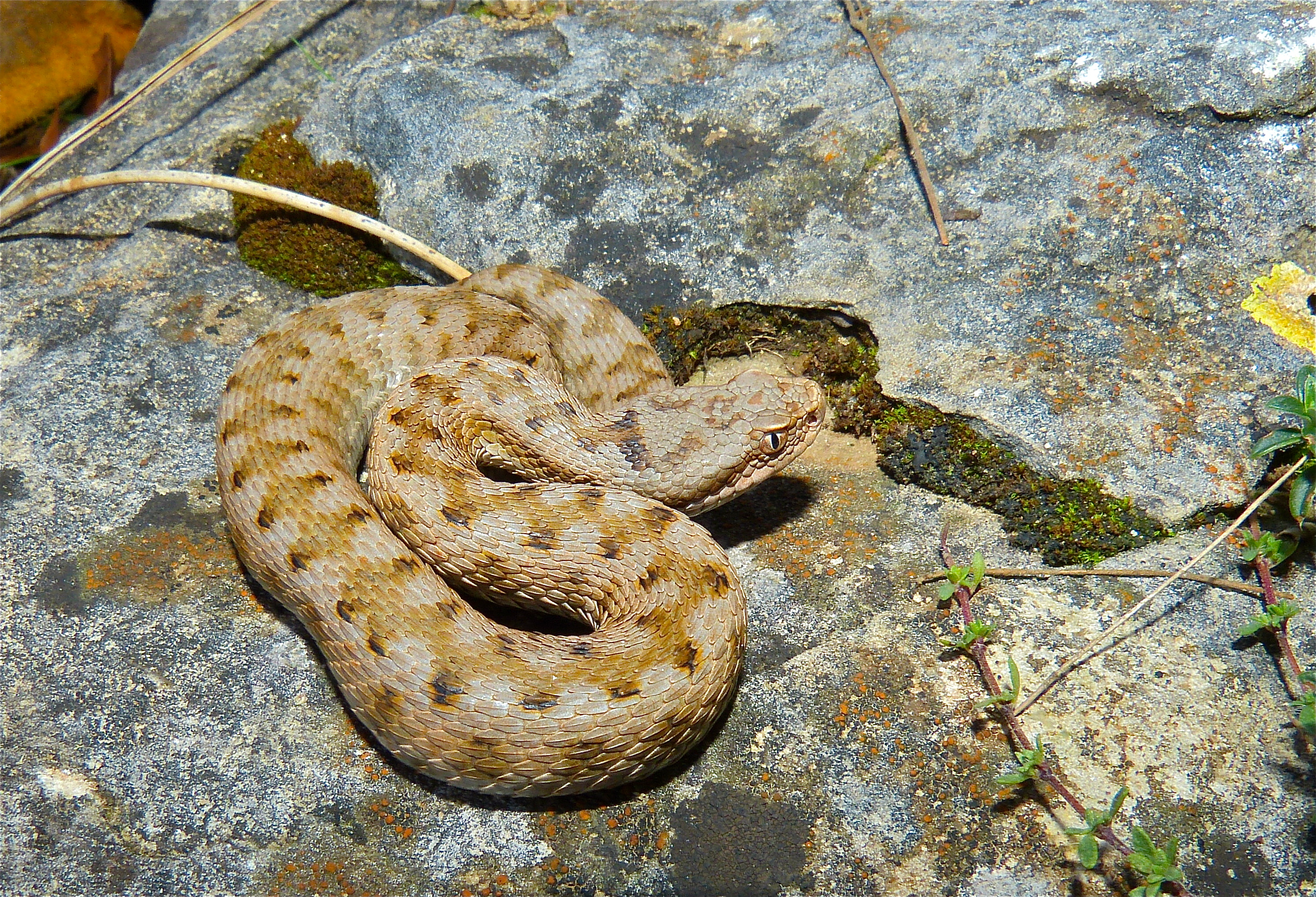
Aspic

## Activités

### Ascension
La voie normale part de Saint-Jean-d'Aulps et passe par le refuge du Graydon. Depuis Bellevaux, il est possible de rattraper la voie par un couloir très raide depuis le col du Graydon et depuis Praz de Lys de passer par le col de Foron.
C'est un sommet relativement dangereux où on dénombre chaque année des accidents, parfois mortels. La nature des roches (brèche et schiste sédimentaire) ainsi que les sentiers étroits et raides contribuent au caractère dangereux et difficile de son ascension. Par temps humide les pentes deviennent glissantes, augmentant le risque de dévisser. Par temps d'orage le secteur attire la foudre, le terrain n'offrant que peu d'abris. Autant d'éléments qui justifient son nom.

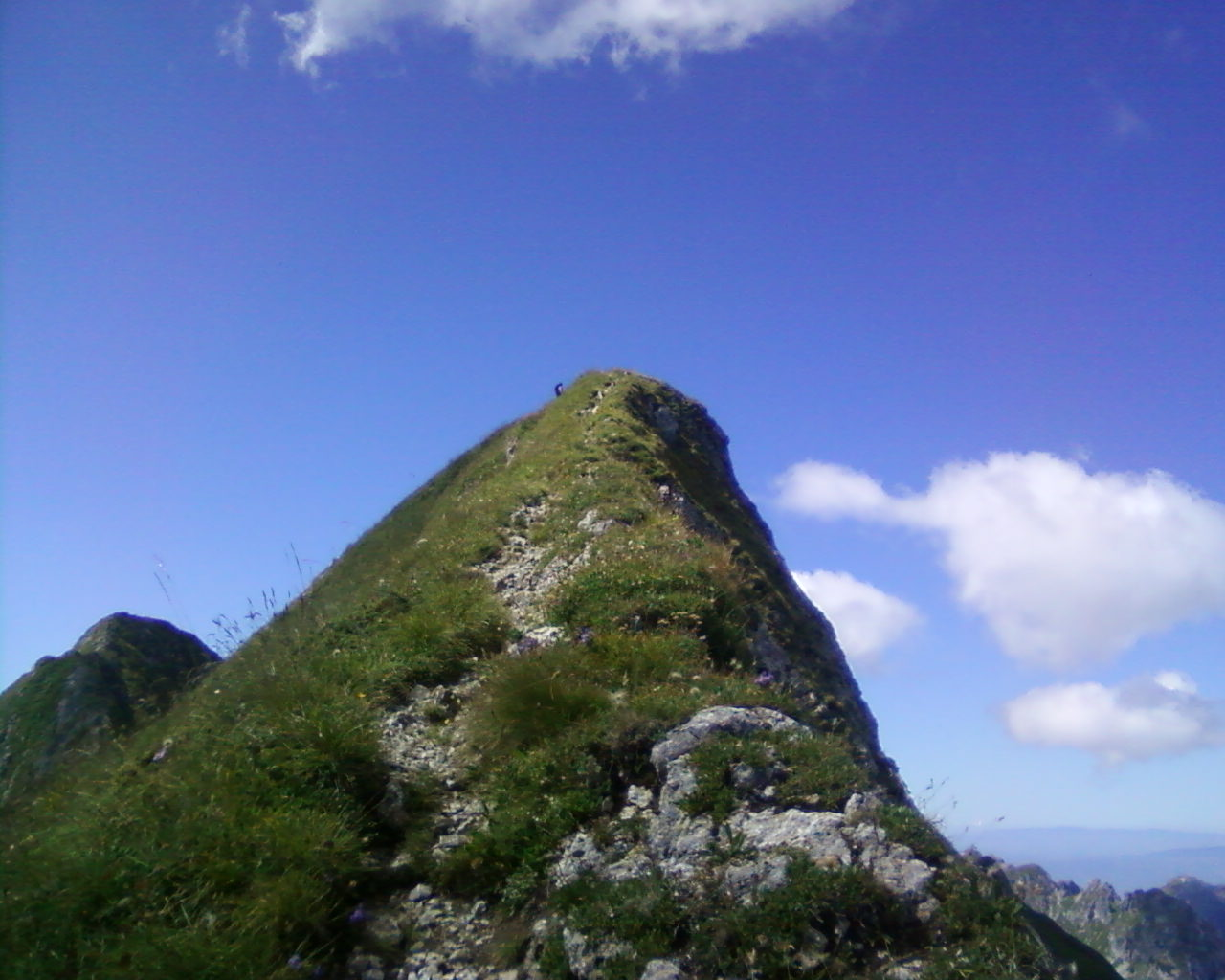
Montée depuis le Graydon
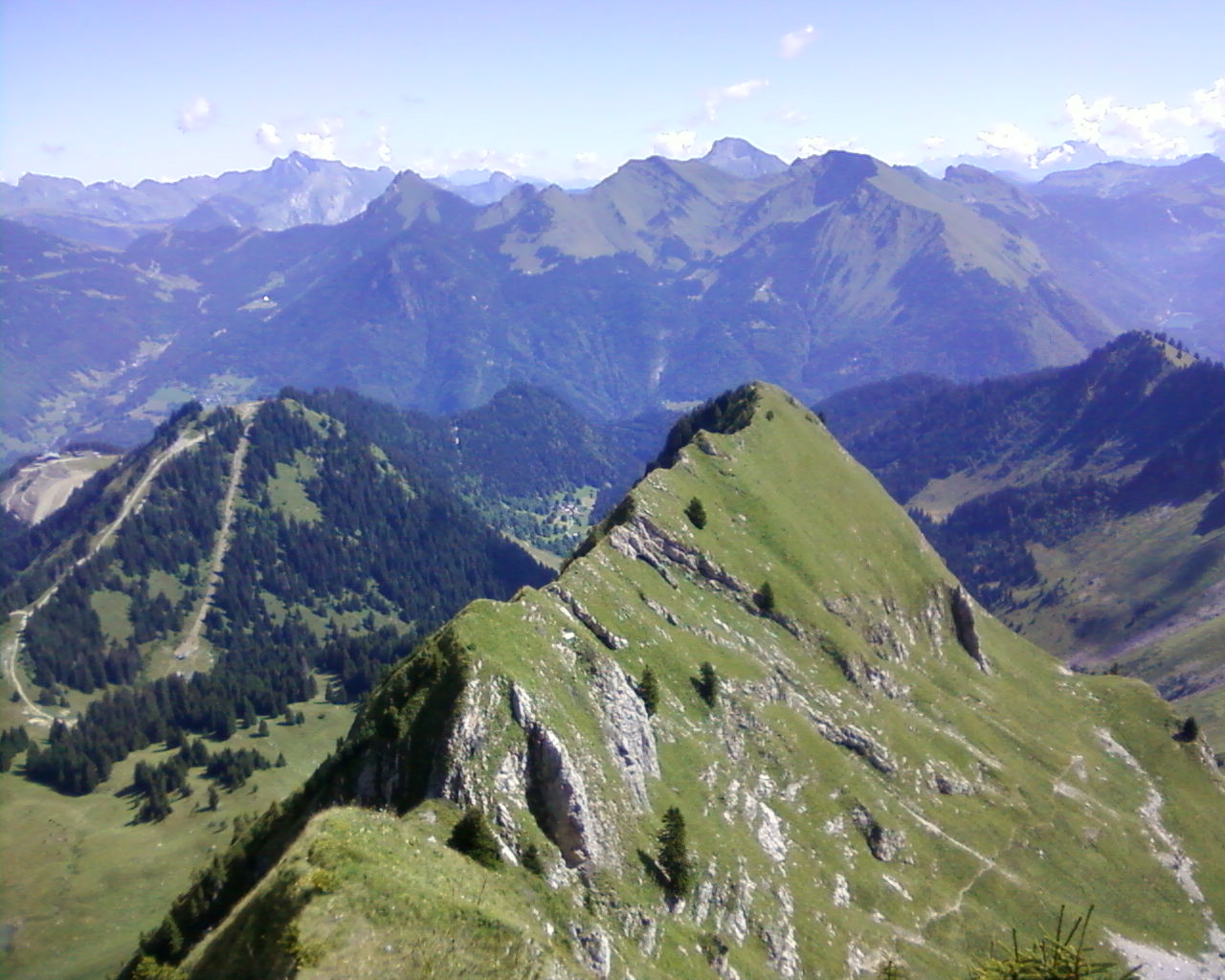
En montant au roc
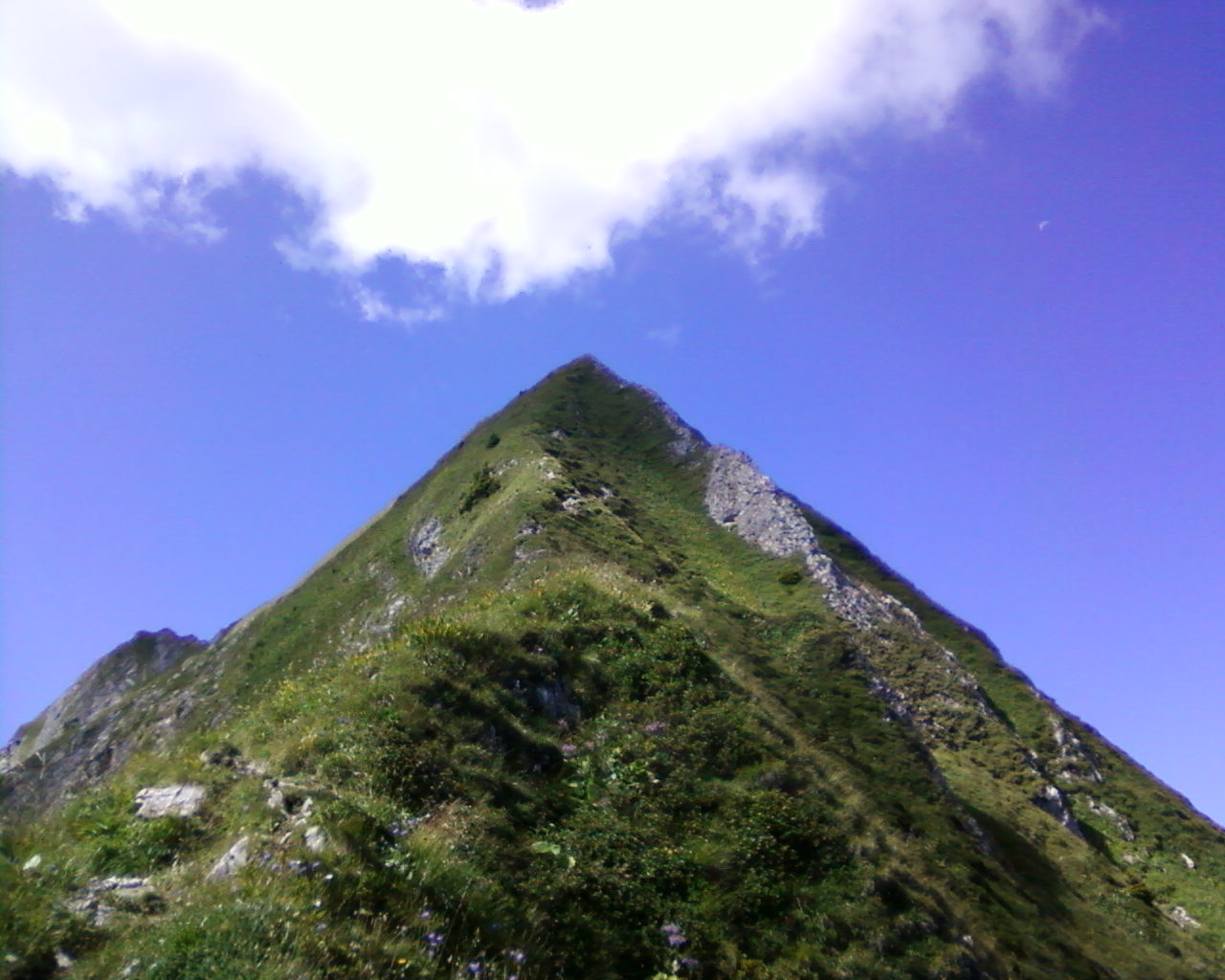
La crête du roc
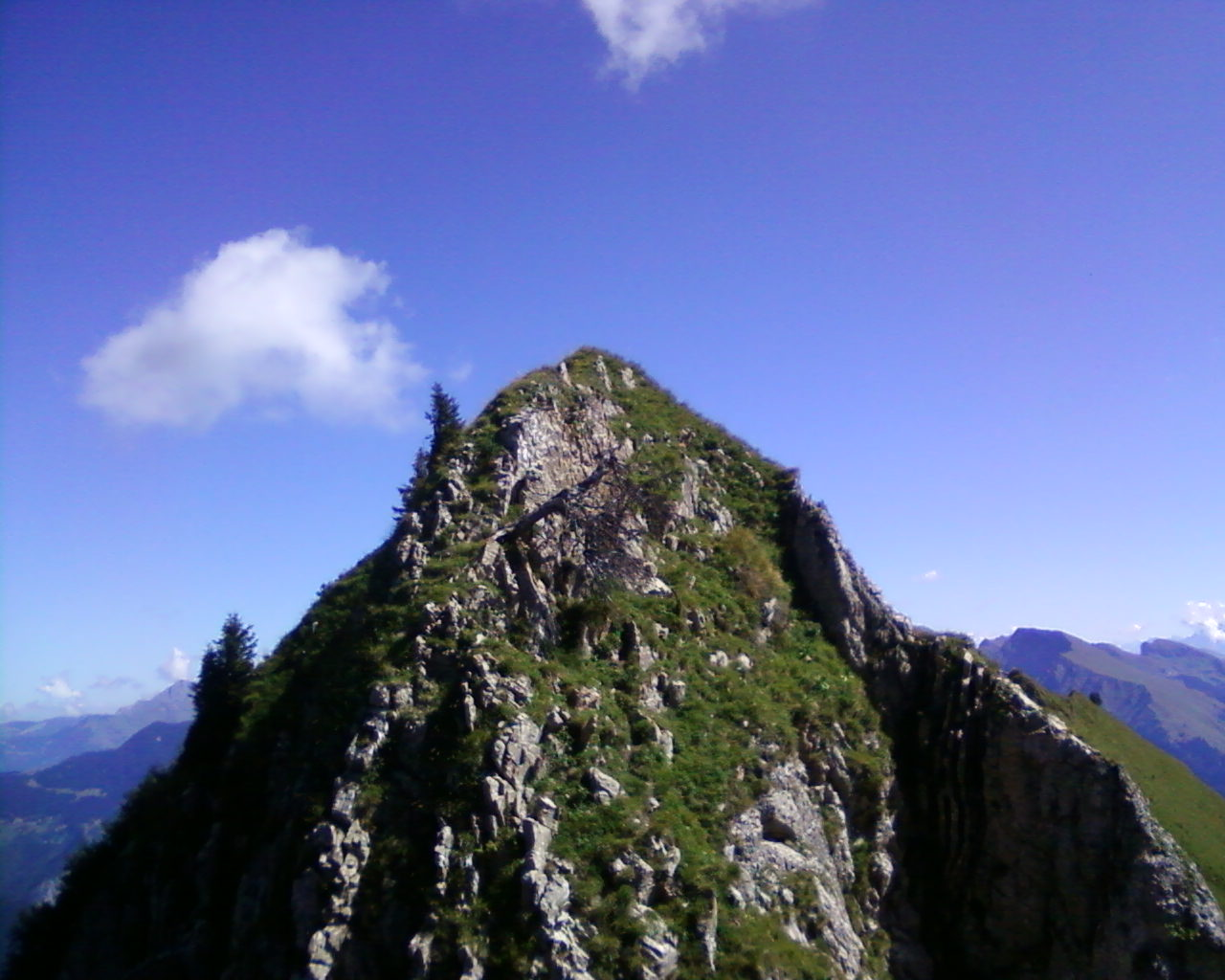
Autre aspect du roc
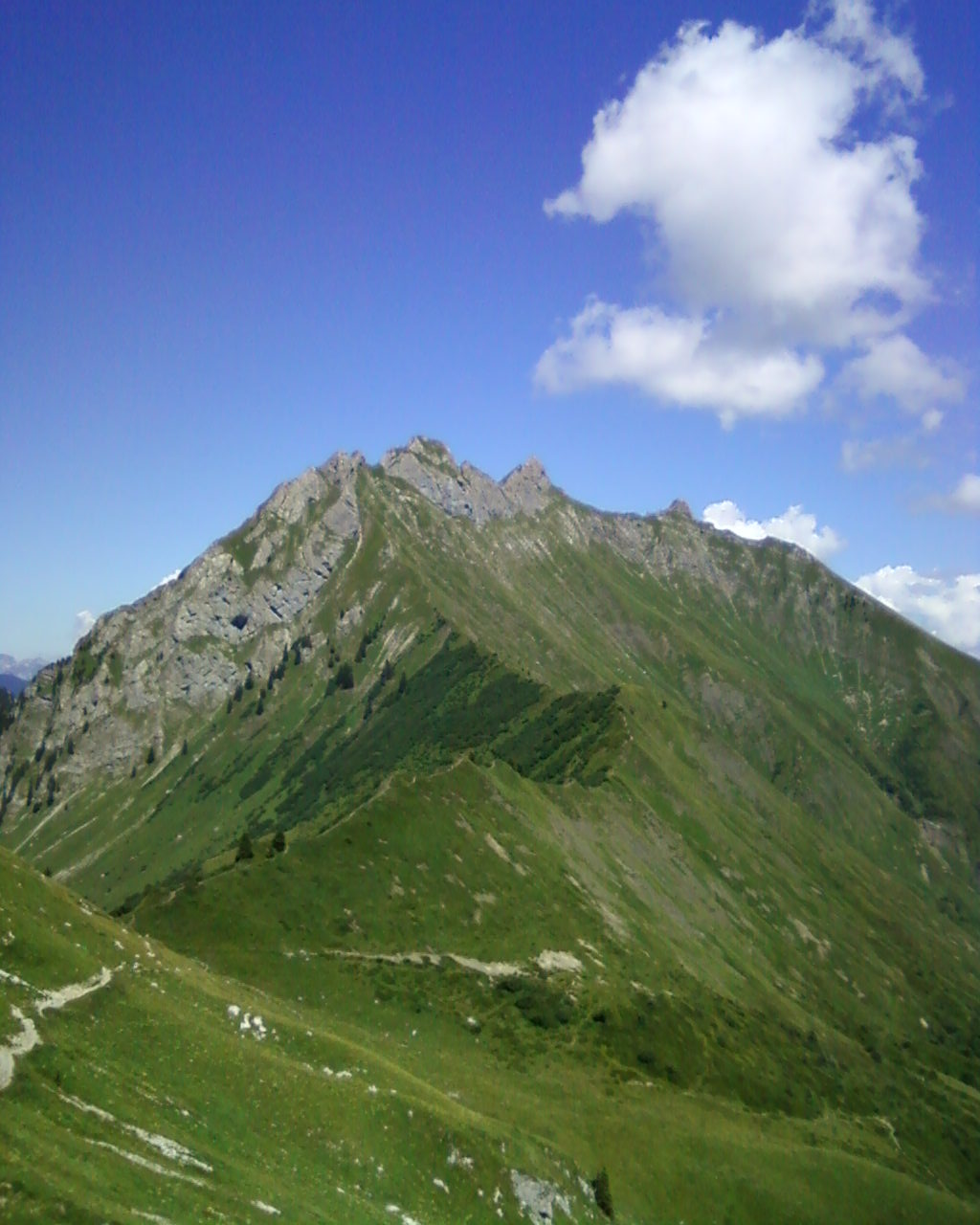
Montée depuis le Foron

### Domaine skiable
Le domaine skiable du Roc d'Enfer, situé à cheval sur le territoire de Saint-Jean-d'Aulps et de Bellevaux (La Chèvrerie), est aménagé sur les pentes voisines de la montagne.